# Интернет-маркетинг
Интернет-маркетинг (англ. internet marketing) — практика использования всех аспектов традиционного маркетинга в Интернете, с целью продажи продукта или услуги покупателям и управления взаимоотношениями с ними.
Интернет-маркетинг включает в себя такие направления, как продвижение в социальных сетях (SMM), оптимизация сайта для поисковых систем (SEO), email маркетинг, маркетинг в поисковых системах (SEM), входной маркетинг, партнёрский маркетинг и другие виды.
При использовании интернет-маркетинга не требуются физические контакты, что снижает затраты на содержание офисов или представительств.

## Общая информация
Интернет-маркетинг является составляющей электронной коммерции. Его также называют online-маркетингом. Он может включать такие части, как SMM, SEO, PPC, информационный менеджмент, PR, интернет аналитика, customer development (сбор обратной связи от клиентов для улучшения продуктов и услуг).
Электронная коммерция и интернет-маркетинг стали популярными с расширением доступа к интернету и являют собой неотъемлемую часть любой нормальной маркетинговой кампании. Сегмент интернет-маркетинга и рекламы растёт как в потребительском секторе, о чём свидетельствует появление с каждым днем все новых интернет-магазинов, так и на рынке B2B.
Основными преимуществами интернет-маркетинга считаются интерактивность, возможность максимально точного таргетинга, возможность постклик-анализа, который ведет к максимальному повышению таких показателей как конверсия сайта и ROI интернет-рекламы.
Интернет-маркетинг включает в себя такие элементы системы как:
- медийная реклама
- контекстная реклама
- поисковый маркетинг в целом и SEO в частности
- продвижение в социальных сетях: SMO и SMM
- прямой маркетинг с использованием email, RSS и т. п.
- вирусный маркетинг
- партизанский маркетинг
- партнерский (аффилированный) маркетинг
- интернет-брендинг
- email-маркетинг
- контент-маркетинг
- programmatic (RTB).

Среди инновационных способов продвижения продукции в Интернете выделяют следующее:
- использование нестандартных рекламных носителей (промо-игры, вирусные ролики, брендирование игр);
- интернет-выставки, интернет-аукционы;
- веб-конференции (подкасты, вебкастинги, вебсеминары, трансляции, вебинары);
- системы взаимодействия с продавцами (VRM);
- продвижение сайта в социальных медиа (SMO — оптимизация под социальные медиа, SMM — маркетинг в социальных сетях, Social Ads — реклама в социальных сетях);
- мобильная реклама (mobile application — реклама в мобильных приложениях)
- дополненная реальность (AR или augmented reality — это системы, в которых реальный мир дополняется виртуальными объектами).

## История
До 1990 года использование Интернета для бизнеса было запрещено регламентом Национального научного фонда США, но позже доступ к нему получили крупные компании. После передачи в 1992 году контроля над интернетом в частные руки круг потребителей и поставщиков услуг интернета существенно расширился, сеть связала между собой миллионы людей и компьютеров во всём мире.
В том же году открывается первый интернет-магазин Чарльза Стэка, торговавший книгами. В 1994 году открывается компания Amazon, которая в июле 1995 запустила свой интернет-магазин. В октябре 1994 года компания First Virtual стала предлагать свои услуги по оплате товаров в интернете и стала первой электронной платёжной системой. Через пару лет в 1996 году MasterCard и Visa объявили о создании открытого единого стандарта защиты расчётов в интернете с применением пластиковых карт, который именовался как SET. Чуть позже начинают появляться первые поисковые системы.
Сейчас интернет-маркетинг — это нечто большее, чем продажа информационных продуктов, сейчас идет торговля информационным пространством, программными продуктами, бизнес-моделями и многими другими товарами и услугами. Такие компании, как Google, Yahoo, и MSN подняли на новый уровень и сегментировали рынок интернет-рекламы, предлагая малому и среднему бизнесу услуги по локальной рекламе. Рентабельность инвестиций возросла, а расходы удалось снизить. Этот тип маркетинга стал основой современного капитализма, которая позволяет любому, у кого есть идея, товар или услуга, достичь максимально широкой аудитории.
Использование термина «интернет-маркетинг» обычно подразумевает использование стратегий маркетинга прямого отклика, которые традиционно используются при прямых почтовых рассылках, радио и в телевизионных рекламных роликах, только здесь они применяются к бизнес-пространству интернета.
Эти методы оказались очень эффективными при использовании в интернете благодаря возможностям точно отслеживать статистику, умноженным на возможность находиться в относительно постоянном контакте с потребителями, будь то сектор B2B или B2C (бизнес-потребитель). Эта возможность прецизионного анализа применяется сейчас повсеместно, и поэтому так часто можно увидеть такие термины, как ROI — коэффициент окупаемости инвестиций, conversion rate — коэффициент эффективного посещения (он же — конверсия сайта), а также мгновенно получить статистику продаж, спроса и т. д.
В 2012 году по результатам исследования РАЭК рынок рекламы составлял: контекстной рекламы — 37, 55 млрд руб., медийная реклама — 19, 20 млрд руб., видеореклама — 1,74 млрд руб. При этом рынок поискового маркетинга занимал 10,24 млрд руб., а рынок социального маркетинга SMM — 4,67 млрд долларов.

## Бизнес-модели
Интернет-маркетинг ассоциируется с несколькими бизнес-моделями. Основные модели: бизнес для бизнеса (B2B) и бизнес для потребителя (B2C). B2B состоит из компаний, которые делают бизнес между собой, в то время как B2C подразумевает прямые продажи конечному потребителю. Первой появилась модель B2C. B2B схема оказалась более сложной и начала действовать позже. К более редким моделям относят модель потребитель-потребитель (С2С), где обычные пользователи интернета меняются между собой и продают товары друг другу. Как пример можно привести международный аукцион eBay или систему обмена файлами Kazaa. А также модели С2B — продавцом товара или услуги является частное лицо, а потребителем — коммерческая организация.

### Особенности 4P
Теория 4P при интернет-маркетинге получает некоторые особенности.
- Товар (Product) — то, что вы продаете с помощью Интернета. Он конкурирует не только с товарами других сайтов, но и с традиционными магазинами.
- Цена (Price) — чаще всего цена в Интернете ниже, чем в обычном магазине за счёт экономии на издержках, но появляется необходимость доставки, что не только связано с расходами, но и с транспортными рисками.
- Продвижение (Promotion) — комплекс мер по продвижению бренда или продукта в сети. Включает в себя огромный арсенал инструментов (поисковое продвижение, контекстная реклама, баннерная реклама, email маркетинг, аффилиативный маркетинг, вирусный маркетинг, скрытый маркетинг, интерактивная реклама, работа с блогами и т. д.).
- Место распространения (Place) — точка продаж, для интернет-маркетинга точка взаимодействия при решении о покупке (например сайт, лэндинг, рекламное объявление, группа в соцсети, и т. д.).

## Преимущества
Интернет-маркетинг обладает целым рядом преимуществ по сравнению с традиционным маркетингом:
- Интерактивность. В интернет-маркетинге активно вовлекаются в бизнес-процессы. Сюда можно отнести участие в онлайн-опросах, формирование репутации компании посредством отзывов, привлечение новых клиентов. Кроме того, клиенты могут выполнять ряд важных задач, таких как формирование заказов, заказ звонков, а также обращение к онлайн-консультантам;
- Персонализация. Если традиционный маркетинг направлен на массового потребителя, то интернет-маркетинг, в определённой мере, учитывает мнение каждого и с каждым происходит взаимодействие в удобное для него время. Также наличие персональной информации о пользователях в Интернете позволяет проводить точечный таргетинг в рекламных кампаниях;
- Доступность. Интернет-маркетинг позволяет точнее оценить эффективность рекламы, количество посетителей, их интересы, а также мотивы, которые их привели на сайт. Кроме того, реклама в интернете требует меньших затрат по сравнению с традиционной рекламой.

Благодаря этим преимуществам интернет-маркетинга, его значение для предприятий с каждым годом увеличивается. Все компании, работающие на современном рынке, можно разделить на три группы, по степени использования интернет-маркетинга в своей деятельности: традиционные, смешанные и полностью электронные. К последней группе относятся компании, которые существуют только в Интернете — это, как правило, интернет-магазины. Деятельность большинства компаний комбинируется в режимах оффлайн и онлайн, поэтому вторая группа «смешанные» является наиболее многочисленной.

## Ограничения
Ограничения в интернет-маркетинге создают проблемы как для компаний, так и для потребителей. Если у потребителя медленное интернет-соединение, это приводит к затруднению в использовании в рекламе анимированных роликов, презентационных фильмов и высококачественной графики, хотя, в принципе, проблема со скоростью — это вопрос времени, с каждым днем «медленных» пользователей становится все меньше. Место dial-up занимает скоростной интернет.
Следующее неудобство состоит в том, что интернет-маркетинг не дает возможность потребителю опробовать товар до того, как сделать покупку. Но большинство потребителей решают эту проблему просто. Они знакомятся с интересующим их товаром в обычном магазине, а покупку делают в интернет-магазине. Германия, например, приняла в 2000 году закон (Fernabsatzgesetz, позже объединён с BGB), по которому любой покупатель может вернуть товар, купленный через интернет без всяких объяснений и получить полный возврат денег. Это одна из основных причин, почему в Германии так развита интернет-торговля.
Проблема отсутствия возможности у покупателя «потрогать» товар также может решаться иными способами, например, некоторые владельцы интернет-магазинов используют фотографии товара высокого качества и разрешения, стараясь передать в изображениях все детали и особенности своей продукции. Набирает популярность и использование специальной фото-техники для оцифровки снимков товара в формате 3D (объемное изображение), дающее посетителю интернет-магазина рассмотреть товар со всех ракурсов.
Ещё один тормозящий фактор — это ограниченность платёжных методов, которым доверяют потребители. Но, в принципе, все эти ограничения касаются только B2C.

## Безопасность
Как для компаний, так и для потребителей, участвующих в онлайн-бизнесе, вопросы безопасности очень важны. Многие потребители боятся делать покупки в интернете, так как не уверены, что их персональная информация останется конфиденциальной. Уже были случаи, когда компании, которые занимались онлайн-бизнесом, были пойманы на разглашении конфиденциальной информации, касающейся их клиентов. Некоторые из них декларировали на своих веб-сайтах, что гарантируют конфиденциальность информации о потребителе. Продавая информацию о своих клиентах, такие компании нарушают не только свою декларируемую политику, но и законы сразу нескольких государств.
Некоторые компании скупают информацию о потребителях, потом предлагают потребителю за деньги убрать эту информацию из базы данных. Так или иначе, многие потребители не знают, что их приватная информация разглашается, и не могут предотвратить обмен этой информацией между недобросовестными компаниями.
Вопрос безопасности является одним из основных для компаний, которые серьёзно подходят к бизнесу в интернете. Шифрование — один из основных методов, использующихся для обеспечения безопасности и конфиденциальности передаваемых данных в интернете.

## Влияние интернет-маркетинга на бизнес
Интернет-маркетинг оказал огромное влияние на ряд деловых сфер, включая музыкальную индустрию, банковское дело, рынок портативных электронных устройств (мобильные телефоны, плееры и т. д.), так называемый «блошиный рынок» и главное — на рекламу.
В музыкальной индустрии многие потребители начали покупать и загружать музыку в формате MP3 через интернет вместо того, чтобы покупать CD.
Интернет-маркетинг также повлиял и на банковскую индустрию. Все большее количество банков предлагают свои услуги в режиме онлайн. Онлайн-банкинг является более удобным для клиента, так как избавляет от необходимости посещать каждый раз банк или его филиалы. В США на сегодняшний день около 50 миллионов человек пользуются услугами онлайн-банкинга. Онлайн-банкинг является одним из наиболее быстрорастущих секторов интернет-бизнеса. Увеличивающиеся скорости интернет-соединений занимают в этом исключительно важную роль. Из всех пользователей Интернета около 44 % пользуются услугами интернет-банкинга.
Интернет-аукционы завоевали популярность, блошиные рынки борются за выживание. Уникальные вещи, которые раньше можно было найти на блошиных рынках, теперь продаются на онлайн-аукционах, таких как eBay. Также развитие аукционов сильно повлияло на цены на уникальные и антикварные вещи. Если прежде информацию о цене найти было трудно, то теперь можно посмотреть цену на аналогичную вещь на аукционе. И иметь хотя бы общее представление о стоимости товара, так как всегда можно узнать, за сколько продавалась та или иная вещь. Все больше и больше продавцов подобных товаров ведут свой бизнес онлайн, сидя дома.
Эффект на рекламную индустрию был и остается поистине огромным. В течение всего нескольких лет объём онлайн-рекламы стремительно вырос и достиг десятков миллиардов долларов в год. Рекламодатели начали активно менять свои предпочтения и сегодня интернет-реклама уже занимает бо́льшую рыночную нишу, чем реклама на радио (в развитых странах).
На сегодняшний день сложно найти крупное индустриальное предприятие, которое не продвигает себя в сети. Тенденции роста можно легко увидеть и по постоянному расширению торговых интернет-площадок, а также росту их количества. Торговые онлайн-площадки уже давно перестали быть досками объявлений, из которых они и выросли. Сегодня некоторые из них превратились в крупные корпорации, предоставляющие целый ряд маркетинговых услуг. Растут и цены за участие на таких площадках (имеется в виду привилегированное членство), несмотря на то, что количество их увеличивается.
Интернет-маркетологи улучшают стратегии оптимизации систем поиска по ключевым словам, непрерывно предлагая новый контент и отслеживая его распределение по сайту.
Быстро развивается реклама в мобильных приложениях. Google установил, что 72 % пользователей мобильных телефонов отдают предпочтение сайтам с мобильной версией. Они проводят 86 % своего времени, используя приложения с мобильных устройств, и 45 % всех мобильных рекламных кампаний предлагают пользователям приложения для скачивания. 85 % владельцев смартфонов предпочитают самостоятельные приложения мобильным версиям сайтов.

## Маркетинг в социальных сетях
Присоединение к беседе в Twitter, Facebook и форумах, размещение на Flicker и YouTube, комментирование блогов других людей — всё это возможности для маркетинга в Интернете. Но это отнимает много времени и сложнее, чем маркетинг через рекламу или списки каталогов. В социальных сетях нужно уметь общаться, а не просто рекламировать свои продукты или услуги. Комментарий «Хороший вопрос. Посетите мой сайт …, чтобы узнать о …» — это просто спам, а не диалог.

## Омниканальный подход
Чтобы привлечь клиентов, розничные продавцы должны перейти от линейного маркетингового подхода односторонней коммуникации к модели обмена ценностями, взаимного диалога и совместного использования выгод между поставщиком и потребителем. Распространение информации может происходить по многочисленным каналам, таким как многочисленные блоги, YouTube, Facebook, Instagram, Вконтакте и ряд других платформ. Интернет-сообщества и социальные сети позволяют людям легко создавать контент и публично публиковать свои мнения, опыт, мысли и чувства по многим темам и продуктам, что ускоряет распространение информации.
В рамках глобального опроса Nielsen Global Connected Commerce было проведено интервью в 26 странах, чтобы выяснить, как потребители используют Интернет для принятия решений о покупках в магазинах и в Интернете. Покупатели все чаще стремятся совершать онлайн покупки заграницей, более 50 % опрошенных, которые покупали онлайн в последние шесть месяцев, заявляют, что покупали за рубежом.
Использование омниканальной стратегии становится все более важным для предприятий, которые должны приспосабливаться к изменяющимся ожиданиям потребителей, которым требуются все более сложные предложения на протяжении всего процесса покупки. Ритейлеры все больше внимания уделяют своему присутствию в Интернете. Со временем это может привести к тому, что потребители будут онлайн покупать товары, которые соответствуют их потребностям, и продавцам не нужно будет проводить инвентаризацию внутри физического расположения магазина. Некоторые интернет-ритейлеры наоборот переходят из Интернета в реальный мир, чтобы открыть соответствующие торговые точки для предоставления персональных услуг, профессиональной помощи и ощутимого опыта работы со своими продуктами.
Омниканальный подход не только приносит пользу потребителям, но и приносит пользу бизнесу: исследования показывают, что покупатели тратят более чем вдвое больше денег при покупке через омниканальный ритейлер по сравнению с одноканальным. Это может быть связано с простотой покупки и более широкой доступностью продукции.
Для того, чтобы комплексно разрабатывать единую коммуникационную стратегию для всех каналов, существует ряд моделей. Одна из них — модель PESO. В её названии зашифрованы основные группы каналов распространения информации — Paid, Earned, Shared, Owned.
Клиенты часто проводят онлайн-исследования, а затем покупают в магазинах, а также просматривают различные варианты в магазинах, а затем ищут данную продукцию или аналоги в Интернете. Онлайн-исследования клиентов по продуктам особенно популярны для более дорогих товаров, а также для потребительских товаров, таких как продукты питания и косметика. Потребители все чаще используют Интернет для поиска информации о товаре, сравнения цен и поиска предложений и рекламных акций.

## Маркетинг в цифровую эпоху
Есть несколько способов использования брендами интернет-маркетинга, которые приносят пользу при продвижении в интернете. Интернет-маркетинг в современном мире не только позволяет фирмам продавать свои продукты и услуги, но также обеспечивает онлайн-поддержку клиентов через круглосуточные сервисы, чтобы клиенты чувствовали себя ценными. Использование взаимодействия в социальных сетях позволяет брендам получать как положительные, так и отрицательные отзывы от своих клиентов, а также определять, какие медиа-платформы работают для них хорошо. Таким образом, интернет-маркетинг стал более значительным преимуществом для брендов и предприятий. В настоящее время потребители часто публикуют отзывы в Интернете через социальные сети, блоги и веб-сайты о своем опыте работы с тем или иным продуктом или брендом.
Общение из уст в уста на одном уровне часто оказывает большее влияние на клиентов. Клиенты также более склонны доверять опыту других потребителей. В качестве примера можно привести то, что пользователи социальных сетей делятся опытом походов в различные магазины, рестораны, выделяя определённые бренды и франшизы. Также было проведено исследование в Instagram, по результатам которого специалисты отметили, что подростки-пользователи этой социальной сети размещают изображения событий, связанных с едой, в своих аккаунтах, тем самым предоставляя бесплатную рекламу продуктов.
Компаниям все выгоднее использовать платформы социальных сетей для связи со своими клиентами и создания с ними диалогов и дискуссий. Потенциальный охват социальных сетей подтверждается тем фактом, что в 2015 году ежемесячно в приложении Facebook было более 126 миллионов уникальных пользователей, а на YouTube — более 97 миллионов.

## Узнаваемость бренда

### Простота доступа
Ключевой задачей интернет-маркетинга является привлечение клиентов и предоставление им возможности взаимодействовать с брендом посредством обслуживания и доставки цифровых медиа. К информации легко получить доступ с высокой скоростью благодаря использованию Интернета. Пользователи, имеющие доступ к сети, могут использовать множество социальных сетей, таких как Facebook, YouTube, форумы, электронная почта и прочие. С помощью интернет-коммуникаций он создает канал мультисвязи, где информация может быть быстро передана по всему миру любому человеку. Социальное разделение не играет никакой роли через социальные среды из-за отсутствия личного общения и распространения информации среди избирательной аудитории. Этот интерактивный характер позволяет потребителям создавать диалоги, в которых целевая аудитория может задавать вопросы о бренде и знакомиться с ним, чего не могут предложить традиционные формы маркетинга.

### Конкурентное преимущество
Используя интернет-платформы, предприятия могут создавать конкурентные преимущества различными способами. Чтобы достичь максимального потенциала интернет-маркетинга, фирмы используют социальные сети в качестве основного инструмента для создания канала информации. Благодаря этому бизнес может создать систему, в которой он сможет точно определять поведенческие модели клиентов и реагировать на их потребности. Показано, что этот способ оказывает большее влияние на тех, кто имеет давние отношения с фирмой и с потребителями, которые являются относительно активными пользователями социальных сетей. В связи с этим создание страницы в социальных сетях будет способствовать дальнейшему повышению качества отношений между новыми и существующими потребителями, а также последовательному укреплению бренда, а значит, повышению узнаваемости имени компании. Хотя могут быть несоответствия с изображениями продуктов; поддержание успешного присутствия в социальных сетях требует, чтобы бизнес был последовательным во взаимодействии посредством создания двустороннего потока информации. Фирмы рассматривают свой контент на основе обратной связи, получаемой через этот канал, это результат динамичности среды из-за глобального характера Интернета. Эффективное использование цифрового маркетинга может привести к относительно более низким затратам по сравнению с традиционными средствами маркетинга. Поскольку это приведет к снижению затрат на внешнее обслуживание, рекламу, обработку, затраты на разработку интерфейса и контроль.

## Последние разработки и стратегии
Одним из основных изменений, произошедших в традиционном маркетинге, стало «появление цифрового маркетинга», что привело к переосмыслению маркетинговых стратегий с целью адаптации к этому основному изменению в традиционном маркетинге (Patrutiu Baltes, Loredana, 2015).
Поскольку интернет-маркетинг зависит от технологий, которые постоянно развиваются и быстро меняются, от разработок и стратегий интернет-маркетинга следует ожидать тех же функций. Эта часть является попыткой определить или выделить заметные основные моменты, существующие и используемые в настоящее время.
- Сегментация: больше внимания уделяется сегментации в рамках интернет-маркетинга, чтобы охватить конкретные рынки в секторах В2В и В2С.
- Влиятельный маркетинг: важные узлы определены в связанных сообществах, известных как влиятельные лица. Это становится важной концепцией в цифровом таргетинге. Связаться с влиятельными лицами можно с помощью платной рекламы, такой как реклама на Facebook или кампании Google Ads, или с помощью сложного программного обеспечения sCRM (управление взаимоотношениями с социальными клиентами).
- Поведенческая онлайн-реклама — это практика сбора информации об активности пользователя в Интернете с течением времени, «на определённом устройстве и на разных, не связанных между собой веб-сайтах, для предоставления рекламы с учётом интересов и предпочтений этого пользователя».[23][24]
- Среда совместной работы. Между организацией, поставщиком технологических услуг и сетевыми рекламными агентствами может быть создана среда совместной работы для оптимизации усилий, совместного использования ресурсов, повторного использования и связи.[25] Кроме того, организации приглашают своих клиентов помочь им лучше понять, как их обслуживать. Этот источник данных называется «Пользовательский контент». Множество информации приобретается через веб-сайты компании, где организация предлагает людям поделиться идеями, которые затем оцениваются другими пользователями сайта. Самые популярные идеи оцениваются и реализуются в той или иной форме. Использование этого метода сбора данных и разработки новых продуктов может стимулировать отношения организаций с их клиентами, а также порождать идеи, которые иначе были бы упущены.
- Реклама на основе данных: пользователи генерируют большое количество данных на каждом этапе своего пути к клиенту, и теперь бренды могут использовать эти данные для активации своей известной аудитории с помощью программных покупок медиа-данных. Не подвергая конфиденциальности клиентов, данные пользователей можно собирать с цифровых каналов (например, когда клиент посещает веб-сайт, читает электронную почту или запускает мобильное приложение бренда и взаимодействует с ним), бренды также могут собирать данные о реальных взаимодействиях с клиентами, например, посещения магазинов кирпича и строительных растворов, а также из наборов данных CRM.[26]
- Ремаркетинг. Ремаркетинг играет важную роль в интернет-маркетинге. Эта тактика позволяет маркетологам публиковать целевую рекламу перед интересующей категорией продукции или определённой аудиторией, которая либо искала данные товары или услуги, либо посещала веб-сайт с какой-то целью.

Новая цифровая эра позволила брендам избирательно ориентироваться на своих клиентов, которые могут быть заинтересованы в их бренде или на основе предыдущих интересов просмотра. Компании теперь могут использовать социальные сети для выбора возрастного диапазона, местоположения, пола и интересов тех, кому они хотели бы показать свой рекламный пост. Кроме того, основываясь на недавней истории поиска клиентов, за ними можно «следить» в Интернете, чтобы они могли видеть рекламу аналогичных брендов, продуктов и услуг. Это позволяет компаниям ориентироваться на конкретных клиентов, которых они знают и чувствуют, что из них можно извлечь наибольшую пользу.

### Пути повышения эффективности интернет-маркетинга
Повысить эффективность интернет-маркетинга позволяет использование контент-маркетинга. Контент-маркетинг можно кратко охарактеризовать как «предоставление контента, в местах, которые ищет ваша аудитория». Установлено, что контент-маркетинг широко представлен в цифровом маркетинге и является очень успешным средством для повышения эффективности. Это связано с тем, что контент-маркетинг делает бренд более актуальным и заметным для целевых потребителей.
Маркетологи также считают электронную почту эффективной стратегией, когда речь идет о интернет-маркетинге, поскольку это ещё один способ построить долгосрочные отношения с потребителем. Ниже перечислены некоторые пункты, которые необходимо учитывать для проведения эффективной кампании в цифровых СМИ, и аспекты, которые помогают создать эффективную систему электронной почты.
Интересные заголовки писем отличают одну рекламу от другой. Это отделяет рекламу от беспорядка. Дифференциация является одним из факторов, который может сделать рекламу успешной в интернет-маркетинге, потому что потребители тянутся к ней и имеют больше шансов увидеть рекламу.
Установление эксклюзивности клиентов: список клиентов и сведения о клиентах должны храниться в базе данных для последующих действий, и отобранным клиентам могут быть отправлены выбранные предложения и предложения о сделках, связанных с предыдущим поведением покупателя. Это эффективно в интернет-маркетинге, поскольку позволяет организациям формировать лояльность клиентов по электронной почте.
Низкие технические требования. Чтобы полностью использовать возможности интернет-маркетинга, полезно, чтобы у рекламных кампаний были низкие технические требования. Это препятствует тому, что некоторые потребители не могут понять или рассмотреть рекламную кампанию со своих устройств.
Награды: выгодные предложения всегда помогут сделать рекламную кампанию более успешной.